# Pièce britannique décimale d'une livre sterling
La pièce de une livre sterling (one pound) a été mise en circulation le 21 avril 1983 à la suite de l'inflation, en effet cette pièce remplace le billet de 1 livre sterling, retiré de la circulation le 11 mars 1988 car, de plus, il avait une durée de vie limitée. Elle est complètement renouvelée, avec un nouveau design, le 28 mars 2017.

## Caractéristiques de la pièce originelle
La pièce originelle faisait un diamètre de 22,50 mm, un poids de 9,50 g et une épaisseur de 3,15 mm. Elle était en laiton, soit approximativement : 70 % de cuivre, 24,50 % de zinc et 5,50 % de nickel.
Elle est émise à partir de 1983, et ce jusqu'en 2017.
Le graveur de l'avers, de 1998 à 2017, est Ian Rank-Broadley (en). Le dernier designer du revers est Matthew Dent.

### Inscription sur la tranche
En commun avec la pièce de deux livres sterling, toutes les pièces originelles portaient une inscription sur leurs tranches. La plus commune était decus et tutamen, qui signifie : « Honneur et défense » en latin. Les versions avec les emblèmes gallois sur leurs revers portaient pleidiol wyf i'm gwlad, qui signifie en gallois « Je suis fidèle à ma patrie », et les versions avec les emblèmes écossais sur leurs revers portaient nemo me impune lacessit « Nul ne me provoque impunément. »
Quelques autres inscriptions ont aussi été utilisées sur les tranches : la série des capitales régionales de 2010 et 2011 porte les devises des capitales des quatre pays du Royaume-Uni (pro tanto quid retribuamus pour Belfast, domine dirige nos pour Londres, y ddraig goch ddyry cychwyn pour Cardiff et nisi dominus frustra pour Édimbourg).
Aussi sur les tranches, il y avait un différent dans la forme d'une croix.

### Effigie du souverain
Sur l'avers des pièces de 1 livre sterling est représenté l'effigie du souverain, actuellement le roi Charles III. 
Il y a eu plusieurs effigies de la reine durant le long règne d’Élisabeth II (r. 1952-2022):
| Période   | Graveur           | Inscription                   | Photo |
| 1983-1984 | Arnold Machin     | D·G·REG·F·D·1983 ELIZABETH·II |       |
| 1985-1997 | Raphael Maklouf   | ELIZABETH II D·G·REG·F·D·1997 |       |
| 1998-2015 | Ian Rank-Broadley | ELIZABETH·II·D·G REG·F·D·2000 |       |

### Le revers
Le revers de la pièce est différent chaque année entre 1983 et 2007 avec une alternance de représentation entre le Royaume-Uni, l'Écosse, le Pays de Galles, l'Irlande du Nord et l'Angleterre. Sur cette face apparaît la valeur faciale. À partir de 2008, à la suite de la révision des designs la pièce représentante chaque année le blason des armes royales du Royaume-Uni. Dans le même temps en 2010 et 2011, une série de quatre pièces a été émise et est dédiée aux capitales régionales.

#### Entre 1983 et 2007

##### 1resérie
| Représentation  | Année | Photo | Motif                        | Graveurs (avers & revers)       | Inscription de la tranche | Quantité    |
| Royaume-Uni     | 1983  |       | Armes royales du Royaume-Uni | Arnold Machin & Eric Sewell     | DECUS ET TUTAMEN          | 443 054 000 |
| Écosse          | 1984  |       | Chardon aux ânes             | Arnold Machin & Leslie Durbin   | NEMO ME IMPUNE LACESSIT   | 146 257 000 |
| Pays de Galles  | 1985  |       | Poireau                      | Raphael Maklouf & Leslie Durbin | PLEIDIOL WYF I'M GWLAD    | 228 431 000 |
| Irlande du Nord | 1986  |       | Lin                          | Raphael Maklouf & Leslie Durbin | DECUS ET TUTAMEN          | 10 410 000  |
| Angleterre      | 1987  |       | Chêne                        | Raphael Maklouf & Leslie Durbin | DECUS ET TUTAMEN          | 39 424 000  |

##### 2esérie
| Représentation  | Année | Photo | Motif                                            | Graveurs (avers & revers)        | Inscription de la tranche | Quantité   |
| Royaume-Uni     | 1988  |       | Blason couronné des Armes royales du Royaume-Uni | Raphael Maklouf & Derek Gorringe | DECUS ET TUTAMEN          | 7 119 000  |
| Écosse          | 1989  |       | Chardon aux ânes                                 | Raphael Maklouf & Leslie Durbin  | NEMO ME IMPUNE LACESSIT   | 70 581 000 |
| Pays de Galles  | 1990  |       | Poireau                                          | Raphael Maklouf & Leslie Durbin  | PLEIDIOL WYF I'M GWLAD    | 97 269 000 |
| Irlande du Nord | 1991  |       | Lin                                              | Raphael Maklouf & Leslie Durbin  | DECUS ET TUTAMEN          | 38 444 000 |
| Angleterre      | 1992  |       | Chêne                                            | Raphael Maklouf & Leslie Durbin  | DECUS ET TUTAMEN          | 36 320 000 |

##### 3esérie
| Représentation  | Année | Photo | Motif                        | Graveurs (avers & revers)        | Inscription de la tranche | Quantité    |
| Royaume-Uni     | 1993  |       | Armes royales du Royaume-Uni | Raphael Maklouf & Eric Sewell    | DECUS ET TUTAMEN          | 114 745 000 |
| Écosse          | 1994  |       | Lion rampant                 | Raphael Maklouf & Norman Sillman | NEMO ME IMPUNE LACESSIT   | 29 753 000  |
| Pays de Galles  | 1995  |       | Dragon gallois               | Raphael Maklouf & Norman Sillman | PLEIDIOL WYF I'M GWLAD    | 34 604 000  |
| Irlande du Nord | 1996  |       | Croix celtique               | Raphael Maklouf & Norman Sillman | DECUS ET TUTAMEN          | 89 886 000  |
| Angleterre      | 1997  |       | Lions passants               | Raphael Maklouf & Norman Sillman | DECUS ET TUTAMEN          | 57 117 450  |

##### 4esérie
| Représentation  | Année | Photo | Motif                        | Graveurs (avers & revers)          | Inscription de la tranche | Quantité                                     |
| Royaume-Uni     | 1998  |       | Armes royales du Royaume-Uni | Ian Rank-Broadley & Eric Sewell    | DECUS ET TUTAMEN          | 100 000 en Brillant universel (numismatique) |
| Écosse          | 1999  |       | Lion rampant                 | Ian Rank-Broadley & Norman Sillman | NEMO ME IMPUNE LACESSIT   | 100 000 en Brillant universel (numismatique) |
| Pays de Galles  | 2000  |       | Dragon gallois               | Ian Rank-Broadley & Norman Sillman | PLEIDIOL WYF I'M GWLAD    | 109 496 500                                  |
| Irlande du Nord | 2001  |       | Croix celtique               | Ian Rank-Broadley & Norman Sillman | DECUS ET TUTAMEN          | 58 093 731                                   |
| Angleterre      | 2002  |       | Lions passants               | Ian Rank-Broadley & Norman Sillman | DECUS ET TUTAMEN          | 77 818 000                                   |

##### 5esérie
| Représentation  | Année | Photo | Motif                        | Graveurs (avers & revers)        | Inscription de la tranche | Quantité   |
| Royaume-Uni     | 2003  |       | Armes royales du Royaume-Uni | Ian Rank-Broadley & Eric Sewell  | DECUS ET TUTAMEN          | 61 596 500 |
| Écosse          | 2004  |       | Pont du Forth                | Ian Rank-Broadley & Edwina Ellis | frise décorative          | 39 162 000 |
| Pays de Galles  | 2005  |       | Pont suspendu de Menai       | Ian Rank-Broadley & Edwina Ellis | frise décorative          | 70 763 000 |
| Irlande du Nord | 2006  |       | Egyptian Arch Railway Bridge | Ian Rank-Broadley & Edwina Ellis | frise décorative          | 38 938 000 |
| Angleterre      | 2007  |       | Gateshead Millennium Bridge  | Ian Rank-Broadley & Edwina Ellis | frise décorative          | 26 180 160 |

#### Entre 2007 et 2017

##### Blason royal

###### Type Sewell
| Représentation | Année | Photo | Motif                        | Graveurs (avers & revers)       | Inscription de la tranche | Quantité  |
| Royaume-Uni    | 2008  |       | Armes royales du Royaume-Uni | Ian Rank-Broadley & Eric Sewell | DECUS ET TUTAMEN          | 3 910 000 |

###### Type Dent
| Représentation | Année       | Photo | Motif                                   | Graveurs (avers & revers)        | Inscription de la tranche | Quantité                                                                       |
| Royaume-Uni    | 2008 - 2017 |       | Blason des Armes royales du Royaume-Uni | Ian Rank-Broadley & Matthew Dent | DECUS ET TUTAMEN          | 2008 - 43 827 300 ; 2009 - 27 625 600 ; 2010 - 38 505 000 ; 2011 - non connu ; |

##### Série des capitales régionales
| Représentation  | Année | Photo | Motif     | Graveurs (avers & revers)         | Inscription de la tranche   | Quantité |
| Irlande du Nord | 2010  |       | Belfast   | Ian Rank-Broadley & Stuart Devlin | PRO TANTO QUID RETRIBUAMUS  | 250 000  |
| Angleterre      | 2010  |       | Londres   | Ian Rank-Broadley & Stuart Devlin | DOMINE DIRIGE NOS           | 250 000  |
| Pays de Galles  | 2011  |       | Cardiff   | Ian Rank-Broadley & Stuart Devlin | Y DDRAIG GOCH DDYRY CYCHWYN | 250 000  |
| Écosse          | 2011  |       | Édimbourg | Ian Rank-Broadley & Stuart Devlin | NISI DOMINUS FRUSTRA        | 250 000  |

##### Série des fleurs régionales
| Représentation  | Année | Photo | Motif                                  | Graveurs (avers & revers)        | Inscription de la tranche | Quantité |
| Angleterre      | 2013  |       | Une branche de Chêne et une rose Tudor | Ian Rank-Broadley & Timothy Noad | DECUS ET TUTAMEN          |          |
| Pays de Galles  | 2013  |       | Une jonquille et un poireau            | Ian Rank-Broadley & Timothy Noad | PLEIDIOL WYF I’M GWLAD    |          |
| Irlande du Nord | 2014  |       | Un trèfle et un lin                    | Ian Rank-Broadley & Timothy Noad | DECUS ET TUTAMEN          |          |
| Écosse          | 2014  |       | Un chardon et une campanule            | Ian Rank-Broadley & Timothy Noad | NEMO ME IMPUNE LACESSIT   |          |

## Remplacement de 2017
La nouvelle pièce, mise en circulation le 28 mars 2017, n'est pas ronde mais à douze côtes (elle rappelle ainsi la pièce de 50 pence). Elle est plus fine, plus grande et moins lourde que l'original. Sur son revers sont les symboles floraux des quatre pays du Royaume-Uni (la rose, le chardon, le trèfle et le poireau) sur une couronne et rappelle la pièce de 3 pence dans sa dernière version. Le graveur du revers est Jody Clark (en). L'effigie de la reine Élisabeth II par Ian Rank-Broadley continue à occuper l'avers. La tranche n'a pas d'inscription. Les pièces d’une livre précédentes avaient cours légal jusqu’au 15 octobre 2017, quand elles sont démonétisées.

### Caractéristiques
La nouvelle pièce fait un diamètre de 23,03 mm, un poids de 8,75 g et une épaisseur de 2,8 mm. Comme la pièce de 2 livres sterling, elle est composée d'un cœur en cupronickel entouré d'un anneau en nickel-laiton.

## Contrefaçons
Les pièces de 1 livre sont la cible d'une importante contrefaçon. La fausse monnaie est facilement identifiable pour les copies en plomb et est retirée rapidement de la circulation. Mais d'autres détails peuvent mettre sur la voie comme l'inscription des tranches.